# ハリー・アローヨ
ハリー・アローヨ（Jimmy Paul、1957年8月27日 - ）は、アメリカ合衆国の男性プロボクサー。オハイオ州ヤングスタウン出身。元IBF世界ライト級王者。

## 来歴
1980年9月30日、プロデビューを果たし4回1分45秒TKO勝ちで白星でデビューを飾った。
1982年3月13日、ブルース・ウィリアムスと対戦し5回TKO勝ち。
1982年10月30日、後のIBF世界スーパーウェルター級王者ジョー・マンリーと対戦し10回2-1の判定勝ち。
1984年4月15日、サンズ・アトランティックシティでIBF世界ライト級王者チャーリー・ブラウンと対戦し14回2分7秒TKO勝ちで王座獲得に成功した。
1984年9月1日、チャーリー・ブラウンとリマッチを行い8回21秒TKO勝ちで初防衛に成功した。
1985年1月12日、バリーズ・アトランティックシティーでテレンス・アリと対戦し11回1分16秒TKO勝ちで2度目の防衛に成功した。
1985年4月6日、ジミー・ポールと対戦し15回0-3(2者が138-146、141-142)の判定負けで3度目の防衛に失敗し王座から陥落した。
1985年10月9日、後のWBO世界スーパーライト級王者サミー・フエンテスと対戦し7回2分22秒KO負けで再起に失敗した。
1986年5月18日、後の世界2階級制覇王者ビニー・パジェンサと対戦するが10回0-3(41-49、39-50、38-49)の判定負け。
1987年11月18日、WBCアメリカ大陸スーパーライト級王座決定戦でリック・サウスと対戦し8回2分59秒TKO勝ちで王座獲得に成功した。
1988年4月22日、アルコ・アリーナで後のWBA世界スーパーライト級王者ロレト・ガルサと対戦するが初回2分20秒KO負けで初防衛に失敗し王座から陥落した。
1991年6月22日、WBF世界スーパーウェルター級王座決定戦でトミー・スマールと対戦するが12回0-2の判定負けで王座獲得に失敗した。
1992年4月10日、後の世界2階級制覇王者ハビエル・カスティリェホと対戦するが3回TKO負け。
1993年2月26日、ヴィニー・レティザと対戦し10回0-3の判定負けを最後に現役を引退した。

## 獲得タイトル
- 第2代IBF世界ライト級王座(防衛2)
- WBCアメリカ大陸スーパーライト級王座